# Aricidea hartmanae
Aricidea hartmanae är en ringmaskart som först beskrevs av Strelzov 1968.  Aricidea hartmanae ingår i släktet Aricidea och familjen Paraonidae. Inga underarter finns listade i Catalogue of Life.